# Киньонес, Юбер
Харринсон Юбер Киньонес Герреро (исп. Jarrinson Yuber Quiñones Guerrero; род. 8 октября 2002, Тумако, Нариньо) — колумбийский футболист, нападающий клуба «Мильонариос».

## Клубная карьера
Киньонес — воспитанник клуба «Мильонариос». 26 марта 2021 года в матче против «Агилас Дорадас» он дебютировал в Кубке Мустанга. 8 ноября в поединке против «Депортес Толима» Юбер забил свой первый гол за «Мильонариос». В том же году он помог клубу выиграть чемпионат и завоевать Кубок Колумбии.  

## Достижения
Клубные
 «Мильонариос»
- Победитель Кубка Мустанга — Апертура 2023
- Обладатель Кубка Колумбии — 2022